# جينيفر فينش
جينيفر فينش (بالإنجليزية: Jennifer Finch)‏ هي موسيقية ومصورة وممثلة أمريكية، ولد في 5 أغسطس 1966 في لوس أنجلوس في الولايات المتحدة.

## وصلات خارجية
- جينيفر فينش على موقع IMDb (الإنجليزية)
- جينيفر فينش على موقع ميوزك برينز (الإنجليزية)
- جينيفر فينش على موقع إن إن دي بي (الإنجليزية)
- جينيفر فينش على موقع أول ميوزيك (الإنجليزية)
- جينيفر فينش على موقع ديسكوغز (الإنجليزية)
- جينيفر فينش على موقع قاعدة بيانات الفيلم (الإنجليزية)